# Herb gminy Lipie
Herb gminy Lipie – jeden z symboli gminy Lipie, ustanowiony 11 marca 2012.

## Wygląd i symbolika
Herb przedstawia na tarczy w polu czerwonym stylizowaną zieloną lipę, po prawej stronie pnia łękawica srebrna, poniżej drzewa srebrna wstęga.
Czerwona barwa tarczy herbowej pochodzi z barw Wielkopolski i Małopolski, na pograniczu których leży gmina. Zielone drzewo lipy nawiązuje do nazwy gminy, łękawica pochodzi z herbu rodu Warszyckich, dawnych właścicieli ziem obecnej gminy, natomiast wstęga w podstawie herbu symbolizuje rzekę Liswartę.